# Ветреный (посёлок)
Ветреный — упразднённый в 1994 году посёлок в Тенькинском районе Магаданской области России. Являлся центром Санга-Талонского сельсовета.

## География
Был  расположен на юго-западе области.

## История
Был основан в 1947 году в устье ручья Кварцевый при впадении его в Колыму как новая база одноимённого золотого прииска. Большую часть жителей составляли заключённые Теньлага. Посёлок строился медленно из-за тяжёлой транспортной доступности. 
Электроснабжение Ветреного вначале осуществлялась локомобильной паровой электростанцией, работающей на дровах, которые заготавливались и сплавлялись выше по течению Колымы. Позже станция была переведена на уголь. В 1958 году посёлок и прииск перешли на централизованное снабжение электроэнергией от Аркагалинской ГРЭС.
В 1954 году в Ветреном открылась начальная школа. Были также построены больница, клуб на 150 мест, парикмахерская, бытовая мастерская. В посёлке также стали базироваться дорожная дистанция № 4 Детринского ДЭУ и Ветренская геологоразведочная партия. Действовала молочная ферма. Максимальное число жителей пришлось на 1962 год и достигало 1000 человек.
В 1 км от центра Ветреного находился ещё один посёлок, который фактически являлся его микрорайоном — Стрелка. Однако в некоторых документах он отражён как отдельный населённый пункт. Здесь находились теплицы, коровник, конебаза, гараж, а также жилые дома.
В 1980 году стало известно, что Ветреный попадает в зону затопления Колымского водохранилища, жителей стали переселять в Усть-Омчуг и Мой-Уруста.
В 1987 году он был окончательно оставлен и вскоре ушёл под воду.
Официально посёлок Ветреный был исключён из учетных данных административно-территориального деления Магаданской области в 1994 году.

## Транспорт
Путь к посёлку пролегал через сложный Бутугычагский перевал, наледи, множество рек. Полноценную дорогу сюда проложили только к концу 1960-х гг.